# Флагстад
Флагстад (на английски: Flagstad) е ударен кратер, разположен на планетата Венера. Той е с диаметър 39,2 km. Кратерът е кръстен на Кирстен Флагстад – норвежка оперна певица.